# Nightcall (пісня)
«Nightcáll» — це пісня французького електро-хауз виконавця Kavinsky, яка була випущена в 2010 році. Була записана спільно з одним з членів французького дуету Daft Punk, а саме з Ґі-Мануелем де Омем-Крісто. Вокальну частину виконувала Lovefoxxx, солістка бразильської групи CSS. Трек був використаний у фільмі «Драйв»  режисера Ніколаса Вайндінґа Рефна, з Райан Ґослінґом і Кері Малліган у головних ролях. «Nightcall» був включений в дебютний студійний альбом Kavinsky, в OutRun (2013).
Пісня була також використана в саундтреку до фільму Lincoln Lawyer, режисера Бреда Фурмана з Меттью МакКонехі у головній ролі. Семпли цієї пісні також лунали у Lupe Fiasco в його синглі «American Terrorist III».
На «Nightcall» був записаний кавер англійською групою «London Grammar» для їх дебютного альбому, «If You Wait» (2013). Кавери також були зроблені колишнім членом групи «Bluetones» Марком Морісом в його другому сольному альбомі, «A Flash of Darkness», та англійською групою My Vitriol.